# 尼科·帕克
尼科·帕克（英語：Nico Parker，2004年12月9日—）是一名英国女演员。她的首次亮相是在蒂姆·伯顿执导的华特迪士尼影业电影《小飞象》（2019年）里，饰演米莉·法瑞尔.
她是电影导演兼编剧歐·帕克和女演员譚蒂·紐頓的女儿 。

## 早期生活
帕克出生在电影导演兼编剧奥尔·帕克和女演员譚蒂·紐頓的家中。她来自伦敦西北部的肯薩綠地。她有一个姐姐里普利（Ripley）和一个弟弟布克（Booker）。 

## 职业
帕克在蒂姆·伯顿2019年电影《小飞象》中首次亮相，饰演米莉法瑞尔。这个角色为她带来了广泛的认可 。接着，她与娜奥米·哈里斯（Naomie Harris）和裘德·洛（Jude Law）一起出演了 HBO 迷你剧《荒岛第三日》 (2020)  ，并与母亲一起出演了科幻电影《追忆迷局》(2021) ，饰演电影中的佐伊。  她在HBO改编的《最后生还者》第一集中客串出演，饰演莎拉。 。

## 片目

### 电影
| 年份 | 标题      | 角色       | 備註 |
| ---- | --------- | ---------- | ---- |
| 2019 | 小飞象    | 米莉法瑞尔 |      |
| 2021 | 追忆迷局  | 佐伊       |      |
| 2025 | 馴龍高手  | 亞絲翠     |      |
| 2027 | 馴龍高手2 | 亞絲翠     |      |

### 电视
| 年份 | 标题       | 角色      | 備註                       |
| ---- | ---------- | --------- | -------------------------- |
| 2020 | 荒島第三日 | 艾莉      | 迷你剧，3集                |
| 2023 | 最后生还者 | 莎拉·米勒 | 剧集：《当你迷失在黑暗中》 |